# Oráculo de Nechung

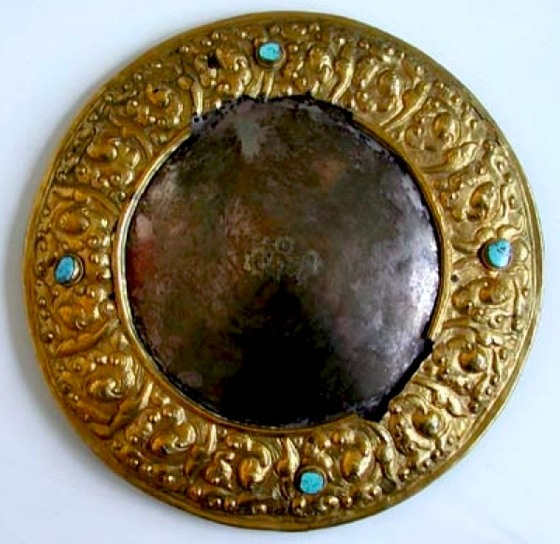
Espelho do oráculo oficial do Estado do Tibete

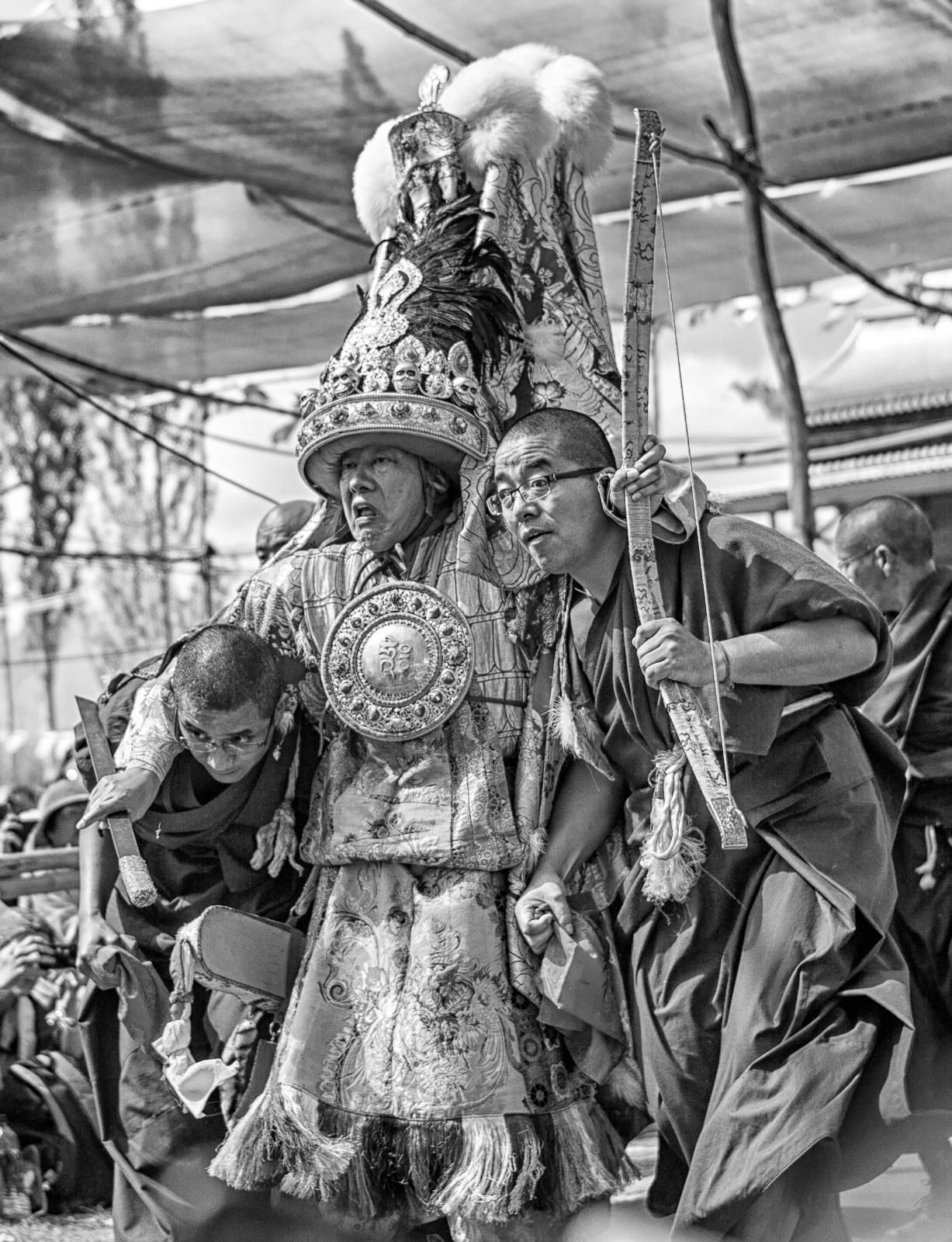
Thubten Ngodup, 17º Oráculo de Nechung, em transe em 12 de julho de 2014, durante o Calachacra em Ladakh

O Oráculo de Nechung é o oráculo pessoal do Dalai Lama desde o segundo Dalai Lama. O médium atualmente reside no Mosteiro Nechung estabelecido por Dalai Lama em Dharamsala, Índia. O Oráculo Nechung era o chefe designado do mosteiro Nechung no Tibete.

## História
No Tibete e em toda a região do Himalaia, os oráculos desempenharam e continuam a desempenhar um papel importante na revelação, religião, doutrina e profecia. No Tibete, o Oráculo de Nechung e outros oráculos, ocasionalmente, também desempenharam papéis principais auxiliando a tomada de decisões governamentais e fornecendo inteligência sobre assuntos urgentes de Estado, e talvez o mais importante, auxiliando na provisão de segurança para o 14º Dalai Lama do Tibete. Para evitar trapaças e corrupção no processo de seleção de rinpoches ou lamas, incluindo o Dalai Lama e o Panchen Lama, a Portaria de 29 Artigos para o Governança Mais Eficaz do Tibete afirma que quatro oráculos devem se reunir para a cerimônia da Urna Dourada.
Há uma série de tradições oraculares dentro do Himalaia, das quais o Nechung é apenas uma. A palavra "oráculo" é usada pelos tibetanos para se referir ao espírito, divindade ou entidade que temporariamente (ou vários estilos de possessão periódica ou contínua, dependendo da tradição) possui ou entra naqueles homens e mulheres que atuam como meios entre o fenomenal natural mundo e os reinos espirituais sutis. Esses meios são, portanto, conhecidos como kuten, que significa literalmente "a base física". Pós-possessão, o médium pode exigir uma convalescença prolongada.
A deidade que se expressa através do oráculo é Pehar Gyalpo, um dos espíritos dominados por Padmasambhava, que o nomeou protetor do monastério de Samye. Cedo esse espírito estabeleceu-se na zona do monastério de Nechung e em Samye foi substituído pelo espírito Tsiu Marpo.
De acordo com Bell, "o culto de Pehar no Mosteiro Nechung experimentou um aumento meteórico em popularidade no século XVII, principalmente através dos esforços deliberados do Quinto Dalai Lama e seu regente Sangyé Gyatso". Segundo René de Nebesky-Wojkowitz no magistral Oracles and Demons of Tibet, a importante posição ocupada pelo médium chefe de Pehar como um conselheiro governamental é alegada como surgindo a partir do fato de que o sacerdote-oráculo salvou a população da capital tibetana através de seus poderes clarividentes à época do Quinto Dalai Lama, ao frustrar uma tentativa de envenenamento das fontes públicas de água pela comunidade nepalesa, que tinha intenção de matar os habitantes de Lhasa.

## Começos

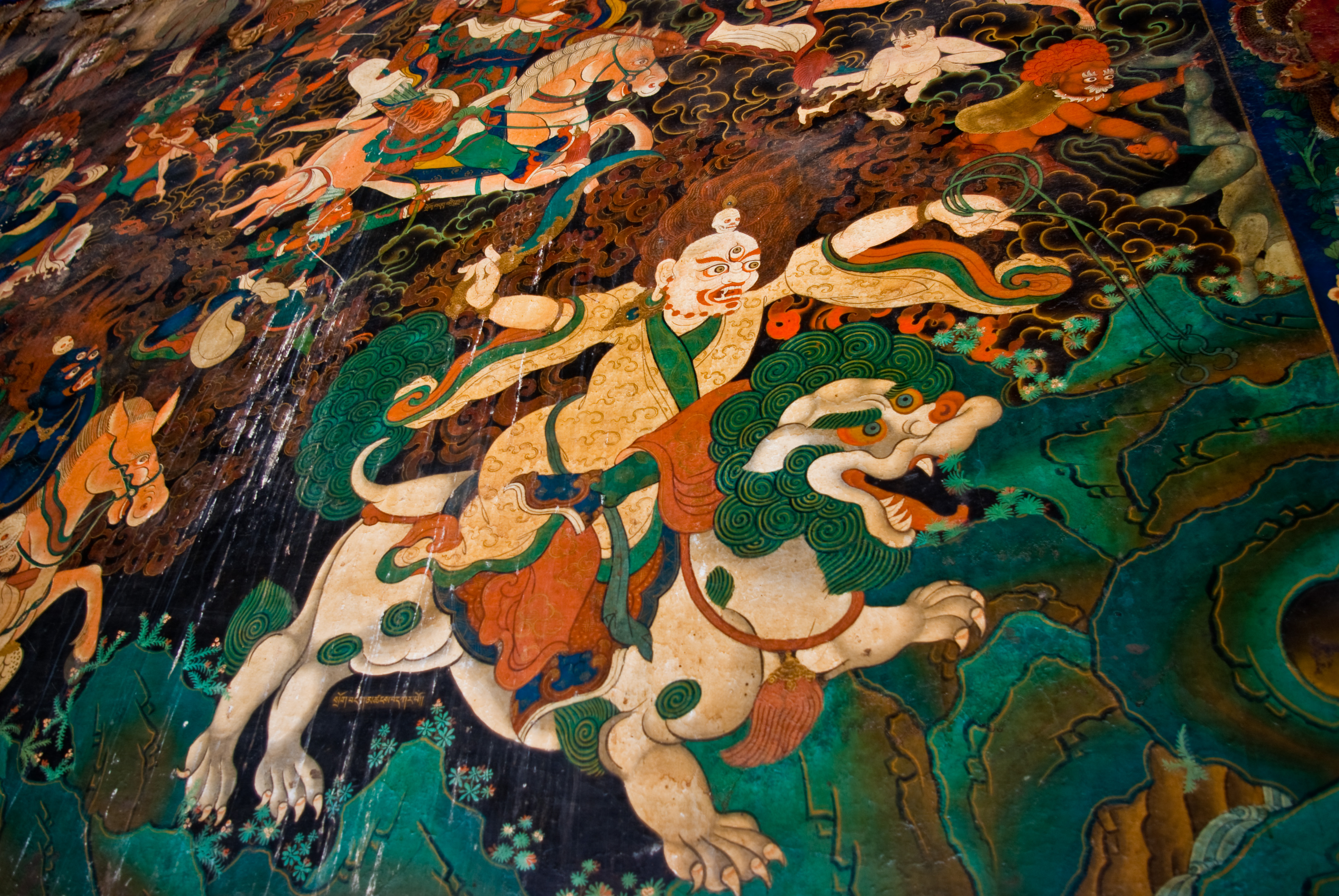
Pehar sobre um leão

Após a queda de Xia Ocidental, o influxo de refugiados tangutes no Tibete levou à adoção da divindade Pehar no budismo tibetano.
Pearlman enquadra a inauguração e instalação da tradição do Oráculo Estatal, identificando as principais partes de interesse:
- Padmasambhava – lama budista do século VIII
- Samye
- Vajrakilaya – deidade irada budista tibetana
- Darma – conceito chave na filosofia indiana e religiões orientais, com múltiplos significados
- sanga
- genius loci – espírito protetivo de um local na religião romana clássica

"Quando Padmasambhava consagrou o Mosteiro Samye com a dança de Vajrakilaya, ele domou o espírito protetor local, Pehar Gyalp, e o prendeu por juramento para se tornar o chefe de toda a hierarquia de espíritos protetores budistas. Pehar, mais tarde conhecido como Dorje Drakden, tornou-se o principal protetor dos Dalai Lamas, manifestando-se através do Oráculo Nechung.De acordo com o Dalai Lama, "os tibetanos contam com oráculos por várias razões. O propósito dos oráculos não é apenas predizer o futuro. Eles são chamados como protetores e às vezes usados como curandeiros. No entanto, sua função principal é proteger o Darma do Buda e seus praticantes."
O rito do Oráculo possuindo o kuten é antigo, entrando na tradição do Bonpo e Ngagpa, e tradicionalmente envolve uma liturgia evocativa detalhada, incluindo elementos como fanfarra, dança, mudra e mantra para invocar o Oráculo que projeta com força seu fluxo mental através da disciplina de phowa, possuindo temporariamente a base física.
A origem das relações entre Pehar (Dorjé Dragden) e os dalai-lamas remonta ao 2.º Dalai Lama, que visualizou em numerosas ocasiões a Pehar, o qual aceitou ser seu protetor e do monastério de Drépung, próximo ao de Nechung.
Quando em 1642 o 5.º Dalai Lama se converteu em chefe do Estado de Tibete, Dorjé Dragden passou a ser considerado o protetor dos dalai-lamas, do governo do Tibete e do Tibete em seu conjunto, junto com a deidade Palden Lhamo, que estava encarregada de proteger exclusivamente ao Tibete. Quando se construiu o Potala, Dorjé Dragden passou a ser o protetor do Estado e o médium Nechung kuten foi o suporte físico para o oráculo. Os conselhos do oráculo unicamente têm-se em conta como um elemento a mais à hora de tomar decisões. À iniciativa do 5.º Dalai Lama, o 2.º regente do Tibete, Trinlé Gyatso (1660-1668), fundou um novo mosteiro Nechung e o regente Sangyé Gyatso (1679-1703) ampliou-o até o ponto de tomar o nome de Nechung Dorjé Drayang Ling (Nechung, o jardim do melodioso som do raio), confirmando a proteção de Pehar. Pehar teve numerosas residências, sendo Nechung a principal. Também é o protetor de Tsel Gungthang, antiga residência do lama Shang Tsöndru Dragpa, onde se estabeleceu a residência de Nechung Kuten em Lhasa. O monastério de Nechung chegou a ter 115 monges sob o reinado do 13.º Dalai Lama. O Nechung Kuten tinha o nível de abade do monastério, enquanto o Nechung Rinpoche passou a ter responsabilidades administrativas, sendo ambos nomeados pelo governo tibetano. Ante a invasão chinesa de 1959, só 9 monges puderam se exilar na Índia e o monastério foi destruído.

## Profecias chave
Pearlman relata duas profecias profetizadas pelo Oráculo Nechung: a famosa profecia de que durante o Ano do Tigre Tibete encontraria uma grave e "grande dificuldade"; e a segunda profecia fortuita descrevendo a fuga do Tibete da Joia do Oceano Compassivo, um epíteto para o Dalai Lama:
"Em 1947 Lobsang Jigme, o Oráculo do Estado Tibetano, profetizou que no Ano do Tigre, 1950, o Tibete enfrentaria grandes dificuldades. Em 1951, Lobsang Jigme adoeceu, alguns dizem por causa de suas repetidas visões perturbadoras, e durante anos foi incapaz de andar sem ajuda. Em 1959, depois de prever a fuga do Dalai Lama, Lobsang Jigme passou dois meses caminhando para a Índia com Sua Santidade. Sua doença foi finalmente curada."
No livro Freedom in Exile (1991), o 14.º Dalai Lama alega que o oráculo foi decisivo em sua fuga à Índia:
"Desta vez, para minha surpresa, ele gritou: “Vá! Vai! Esta noite!". O médium, ainda em transe, cambaleou para a frente e, pegando papel e caneta, escreveu, de forma clara e explícita, a rota que eu deveria tomar para sair de Norbulingka até a última cidade tibetana na fronteira com a Índia. Suas instruções não eram o que se poderia esperar. Feito isso, o médium, um jovem monge chamado Lobsang Jigme, colapsou em desmaio, significando que Dorje Drakden havia deixado seu corpo. Nesse momento, como que para reforçar as instruções do oráculo, dois morteiros explodiram no pântano do lado de fora do portão norte do Parque da Joia."

## Cerimônia
Pearlman descreve a investidura ritual do Oráculo Nechung que é constituído por símbolos sagrados e iconografia nas cores das Cinco Luzes Puras e Mahabhuta e inclui lungta, bija e dhvaja:
"Em ocasiões formais, o Kuten está vestido com um traje elaborado que consiste em várias camadas de roupas encimadas por um manto altamente ornamentado de brocado de seda dourado, coberto com desenhos antigos em vermelho e azul e verde e amarelo [cores tradicionalmente associadas ao Mahabhuta]. Em seu peito ele usa um espelho circular que é cercado por aglomerados de turquesa e ametista, seu aço polido brilhando com o mantra sânscrito correspondente a Dorje Drakden. Antes do início dos procedimentos, ele também coloca uma espécie de arreio, que sustenta quatro bandeiras e três estandartes da vitória. Ao todo, essa roupa pesa mais de setenta libras e o médium, quando não está em transe, mal consegue andar com ela."
Além dessas regalias, quando o transe do Kuten se aprofunda, os assistentes que vinham apoiando o médium colocam um cocar em sua cabeça que pesa aproximadamente 14kg, embora em tempos anteriores pesasse mais de 36kg. O espelho circular é um atributo e ferramenta divina, conhecido como melong (tibetano: "espelho"), que é um símbolo comum do Dzogchen e seus ensinamentos.

O décimo quarto Dalai Lama dá uma descrição completa do processo de transe e possessão:
"A cerimônia começa com invocações e preces cantadas, acompanhadas de buzinas, címbalos e tambores. Pouco tempo depois, o Kuten entra em transe, tendo sido apoiado até então por seus assistentes, que agora o ajudam a se sentar em um banquinho colocado diante do meu trono. Então, quando o primeiro ciclo de oração termina e o segundo começa, seu transe começa a se aprofundar. Neste ponto, um enorme capacete é colocado em sua cabeça. Este item pesa aproximadamente trinta libras, embora em tempos anteriores pesasse mais de oitenta. Agora o rosto do kuten se transforma, tornando-se bastante selvagem antes de inflar para lhe dar uma aparência totalmente estranha, com olhos esbugalhados e bochechas inchadas. Sua respiração começa a encurtar e ele começa a assobiar violentamente. Então, momentaneamente, sua respiração para. Neste ponto, o capacete está amarrado no lugar com um nó tão apertado que, sem dúvida, estrangularia o Kuten se algo muito real não estivesse acontecendo. A possessão agora está completa e o quadro mortal do médium se expande visivelmente. Em seguida, ele pula para cima de sobressaltado e, pegando uma espada ritual de um de seus assistentes, começa a dançar com passos lentos, dignos, mas de alguma forma ameaçadores. Ele então vem na minha frente e se prostra totalmente ou se curva profundamente da cintura até que seu capacete toque o chão antes de saltar de volta, o peso de seus trajes não contando por nada. A energia vulcânica da deidade mal pode ser contida dentro da fragilidade terrena do kuten, que se move e gesticula como se seu corpo fosse feito de borracha e impulsionado por uma mola espiralada de enorme poder."

Em sua autobiografia, conta como ele segue a tradição de consultá-lo pelo menos anualmente, junto ao gabinete de governo tibetano, assim como outros Dalai Lamas anteriores fizeram:
"Isso não quer dizer que confio apenas no conselho do oráculo. Eu não. Procuro a opinião dele da mesma forma que procuro a opinião do meu Gabinete e da mesma forma que procuro a opinião da minha própria consciência. Eu considero os deuses minha 'câmara alta'. O Kashag constitui minha câmara baixa. Como qualquer outro líder, consulto ambos antes de tomar uma decisão sobre assuntos de Estado. E às vezes, além do conselho de Nechung, também levo em consideração certas profecias."

## Lista de Nechung Kutens

### 1.º Kuten
Foi em 1544 quando Pehar Gyalpo tomou posse por vez primeiro de veículo humano, convertendo a Drag Trang-Go-Wa Lobsang Palden no primeiro médium de Nechung. Lobsang Palden deu indicações que permitiram descobrir ao 3.º Dalai Lama.

### 2.º Kuten
Jampa Gyatso também foi conhecido como Ringangpa, pois que procedia de Rinchen Gang.

### 3.º Kuten
Nangso Gönor era membro do governo quando teve seu primeiro transe.

### 4.º Kuten
Sépo Sönam foi kuten sob o reinado do 5.º Dalai Lama, a quem aconselhou na crise com Butão em 1650. Durante esta época, o Nechung Kuten passou a ser o oráculo oficial do Estado do Tibete.

### 5.º Kuten
Tséwang Pelbar foi Nechung Kuten desde 1679 até 1689. Quando faleceu o 5.º Dalai Lama, fez uma predição sobre sua reencarnação e morreu em 1689, com 58 anos.

### 6.º Kuten
Lobsang Legjor Gyatso, originário de Kongpo, teve seu primeiro transe em 1690.

### 7.º Kuten
Tsangyang Tamdrin (Lobsang Tashi) teve seu primeiro trance em 1725, reinando o 7.º Dalai Lama. Instituiu em Nechung a prática das 13 deidades de Yamantaka, segundo a transmissão do monasterio de Gyuto. Devido a seu prestígio, recebeu propriedades na região Dartsédo. Faleceu idoso em 1747.

### 8.º Kuten
Ngawang Gyatso era originário de Dartsédo e do monasterio de Gar Dratsang, fundado por Kamsum Silnön, encarnação de Rigzin Göden. Teve seu primeiro transe em 1747, em presença do 7.º Dalai Lama. Também estava relacionado com o monastério de Thubten Dorjé Drag e o tulku do mesmo, Taklung Tsétrul Rinpoché.

### 9.º Kuten
Yulo Köpa é pouco conhecido. Em 1822 foi elevado ao nível de Khenchung, integrante da administração religiosa do Estado.

### 10.º Kuten
Kalsang Tsültrim foi médium durante o período 1837-1856. Dada sua eficácia, em 1849 foi nomeado khenchen, quarto nível governamental. Faleceu pouco depois que o 12.º Dalai Lama.

### 11.º Kuten
Lhalung Shakya Yarphel, estando em meditação em 1878 às orlas do lago Lhamo Lhatso, viu ao menino reencarnação do 12.º Dalai Lama, a seus pais, seus nomes e a casa onde viviam. Uma missão de investigação descobre em Dagpo a casa de um lenhador humilde que alberga ao menino; seu pai chama-se Kunzang Rinchen e sua mãe Lobsang Dolma. Perguntado em transe, Lhalung Shakya Yarphel confirma que se trata do 13.º Dalai Lama. Em fevereiro de 1899, o 11.º Kuten advertiu ao 13.º Dalai Lama durante um transe que sua vida estava em perigo, apesar do que este começou a se adoecer. Interrogado de novo o médium, assegurou que se tratava de magia negra e pediu que se desmontassem um par de botas, nas que se encontraram pentáculos maléficos associados ao nome e data de nascimento do Dalai Lama, bem como substâncias nocivas.

### 12.º Kuten
Lobsang Sönam, monge da região de Kham, foi descoberto em fevereiro de 1901, após seu primeiro transe.

### 13.º Kuten
Lhalungpa Gyaltsen Tharchin foi descoberto no ano novo tibetano de 1913, ao experimentar seu primeiro transe. Foi recusado pelo Dalai Lama a 1920 e se exiliou em Lhoka.

### 14.º Kuten
O 13.º Dalai Lama reinvestiu como Kuten a Lobsang Sönam quando teve um novo transe. Depois das celebrações do ano novo tibetano, advertiu ao Dalai Lama de seu fim iminente, revelando-lhe sua doença e que devia fazer as previsões adequadas para a futura estabilidade do país. O 13.º Dalai Lama redigiu um «testamento» que, em alguns aspectos, revelar-se-ia profético.
Segundo o site The Tibet Album, Lobsang Namgyal teria precipitado a morte do 13.º Dalai Lama mediante errôneos conselhos médicos. O mesmo site afirma que ele foi nomeado oráculo do Estado em 1934, após a morte do Dalai Lama o 17 de dezembro de 1933.
O historiador Claude Arpi menciona que Thupten Kunphel-a foi acusado de ter precipitado a morte do 13.º Dalai Lama, com a cumplicidade do oráculo e de seu médico pessoal.

### 15.º Kuten

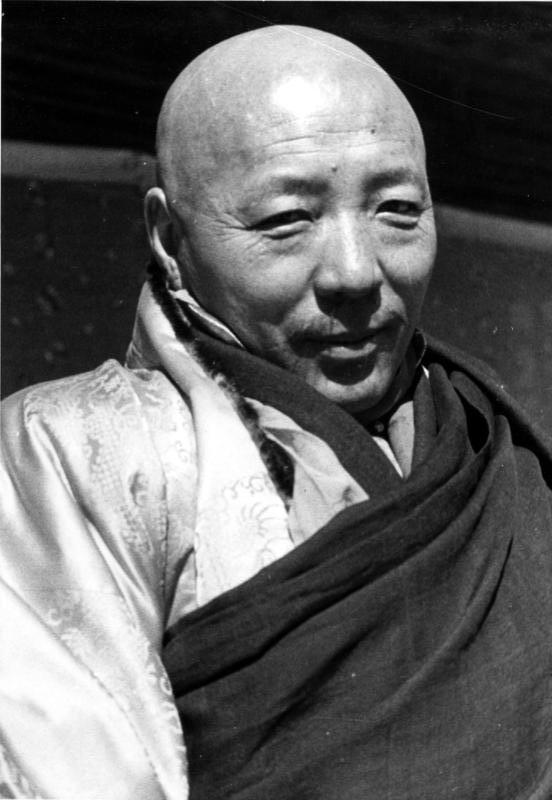
Lobsang Namgyal, 15.º Nechung Kuten, em 1939

Lobsang Namgyal participou na busca do 14.º Dalai Lama, quando o oráculo solicitou que se enviassem três equipes de busca: ao Tibete central, à região de Amdo e à região de Kham.

### 16.º Kuten
Lobsang Jigmé, nomeado em 1945, aconselhou a 21 de julho de 1951 ao 14.º Dalai Lama, que estava refugiado em Yatung, que voltasse a Lhasa.
Em 1959, tornaria a se consultar ao oráculo sobre a conveniência do exílio do Dalai Lama na Índia. Na autobiografia Ao longe a liberdade, o 14.º Dalai Lama explica que em 10 de março de 1959 os habitantes de Lhasa se tinham concentrado adiante do palácio de verão para lhe defender contra os chineses. Então, consultou ao oráculo, que lhe aconselhou ficar e retomar o diálogo com os ocupantes, o que provocou dúvidas. Nos dias seguintes, Ngabo Ngawang Jigmé informou ao Dalai Lama que o exército chinês pensava atacar à multidão e bombardear o palácio. Quando consultou de novo ao oráculo, este lhe indicou claramente que fugisse nesse mesmo dia, indicando inclusive o itinerário que devia seguir até a fronteira. O Dalai Lama pensa que o Kuten sabia que de antemão que devia abandonar Lhasa o 17 de março, mas que não disse nada para evitar infiltrações. Ademais, o sistema de adivinhação mo confirmou os conselhos do oráculo.
Além de suas duas profecias famosas, Ellen Pearlman acrescenta que o médium adoeceu em 1951, possivelmente devido aos transes, e que em 1959 acompanhou ao Dalai Lama em sua viagem para a Índia, onde finalmente sanou de suas doenças. Morreu em Dharamsala (Índia) a 26 de abril de 1984.

### 17.º Kuten
Thubten Ngodup, nascido em 1957 em Phari (Tibete) e lama de Nechung (Dharamsala, Índia) desde 1971, foi nomeado 17.º Kuten em 4 de setembro de 1987.

## Outros oráculos
Segundo um artigo sobre os oráculos tibetanos publicado em 1978 pelo príncipe especialista no Tibete Pedro de Grécia, em Dharamsala encontravam-se exilados quatro oráculos de alta faixa, entre os quais estava o de Nechung.

## Na cultura popular
A cinebiografia de Martin Scorsese, Kundun, de 1997, retrata o Dalai Lama consultando o Oráculo Nechung.